# 欧洲共同体锦标赛
欧洲共同体锦标赛（European Community Championship），也称为「安特卫普欧共体锦标赛」（ECC Antwerp），简称「欧共体锦标赛」，是1982年到1998年在比利时安特卫普举办的男子职业网球赛事。最初是一项邀请表演赛，1992年欧共体锦标赛成为ATP巡回赛的一部分。
该赛事于1982年12月举行，最初是在大奖赛网球巡回赛之外举行的一项特别的邀请/表演赛，在1992年之前没有分配任何ATP排名积分。在一个表演性的比赛中，邀请那些当年在欧洲赢得网球赛事冠军的球员。24名球员可获得70万美元的奖金。当时，意大利公开赛和伦敦温布利室内锦标赛等欧洲顶级赛事(超级系列赛)的奖金分别只有30万美元和20万美元。比赛的场地是室内地毯。
它被称为欧洲冠军锦标赛（European Champions' Championship），并从1986年改名为欧洲共同体锦标赛。它的绰号是“金球拍”锦标赛（Gold Racquet），因为如果一个球员在五年内赢得三次赛事冠军，他还将获得一个特殊的奖杯，一个真人大小，重达13.2磅的黄金球拍，镶嵌着1420颗钻石，价值100万美元，由艺术家瓦罗扎（Varozza）创作。这启发了钻石运动会，一个自2002年以来在安特卫普举办的WTA巡回赛，也有类似的奖杯制度。
1985年，伊万·伦德尔在4年内赢得了他的第三个冠军头衔，并获得了20万美元的奖金和金球拍。1991年，鲍里斯·贝克尔在安特卫普以6-4,7-5击败伦德尔，破坏了伦德尔获得125万美元奖金(25万美元奖金加上100万美元球拍)的梦想。如果伦德尔赢了，他将保留这个金钻组合的球拍奖杯，加上他从1985年起获得的奖杯，价值约为100万美元。在1987年和1989年获胜后，他第二次参加竞争，但那一年他只获得了10万美元。

## 历年决赛

### 单打
| 年份                      | 赛事奖金   | 冠军              | 亚军                | 比分                         |          |
| 邀请/表演赛               |            |                   |                     |                              |          |
| 1982                      | $700,000   | 伊万·伦德尔       | 约翰·麦肯罗         | 3–6, 7–6(7–2), 6–3, 6–3      |          |
| 1983                      | $750,000   | 约翰·麦肯罗       | 吉恩·迈耶           | 6–4, 6–3, 6–4                |          |
| 1984                      | $800,000   | 伊万·伦德尔       | 安德斯·耶吕德       | 6–1, 6–2, 6–2                |          |
| 1985                      | $850,000   | 伊万·伦德尔       | 约翰·麦肯罗         | 1–6, 7–6(7–5), 6–2, 6–2      |          |
| 1986                      | $940,000   | 约翰·麦肯罗       | 米洛斯拉夫·梅奇日   | 6–3, 1–6, 7–6(7–5), 5–7, 6–2 |          |
| 1987                      | $940,000   | 伊万·伦德尔       | 米洛斯拉夫·梅奇日   | 5–7, 6–1, 6–4, 6–3           |          |
| 1988                      | $940,000   | 约翰·麦肯罗       | 安德烈·切斯诺科夫   | 6–1, 7–5, 6–2                |          |
| 1989                      | $1,000,000 | 伊万·伦德尔       | 米洛斯拉夫·梅奇日   | 6–2, 6–2, 1–6, 6–4           |          |
| 1990                      | $1,100,000 | 戈兰·伊万尼塞维奇 | 亨利·勒孔特         | 6–2, 7–6(8–6), 4–6, 4–6, 6–1 |          |
| 1991                      | $1,250,000 | 阿龙·克里克斯坦   | 鲍里斯·贝克尔       | walkover                     |          |
| ATP世界系列赛 (1992-1998) |            |                   |                     |                              |          |
| 1992                      | $1,000,000 | 理查德·克拉吉塞克 | 马克·伍德福德       | 6–2, 6–2                     |          |
| 1993                      | $1,100,000 | 皮特·桑普拉斯     | 马格努斯·古斯塔夫森 | 6–1, 6–4                     |          |
| 1994                      | $1,100,000 | 皮特·桑普拉斯     | 马格努斯·拉尔森     | 7–6(7–5), 6–4                |          |
| 1995                      | 没有举办   | 没有举办          | 没有举办            | 没有举办                     | 没有举办 |
| 1996                      | $1,100,000 | 米夏埃尔·施蒂希   | 戈兰·伊万尼塞维奇   | 6–3, 6–2, 7–6(7–5)           |          |
| 1997                      | $1,000,000 | 马克·罗塞特       | 蒂姆·亨曼           | 6–2, 7–5, 6–4                |          |
| 1998                      | $1,000,000 | 格雷格·鲁塞德斯基 | 马克·罗塞特         | 7–6(7–3), 3–6, 6–1, 6–4      |          |

### 双打
| ATP世界系列赛 (1992-1998) |                                   |                                    |               |          |          |
| 1992                      | 约翰·菲茨杰拉德 安德斯·耶吕德     | 贾里德·帕尔默 帕特里克·麦肯罗      | 6–2, 6–2      |          |          |
| 1993                      | 格兰特·康奈尔 帕特里克·加尔布雷思 | 韦恩·费雷拉 哈维尔·桑切斯          | 6–3, 7–6      |          |          |
| 1994                      | 扬·阿佩尔 约纳斯·比约克曼         | 亨德里克·詹·戴维斯 塞巴斯蒂安·拉罗 | 4–6, 6–1, 6–2 |          |          |
| 1995                      | 没有举办                          | 没有举办                           | 没有举办      | 没有举办 | 没有举办 |
| 1996                      | 约纳斯·比约克曼 尼克拉斯·库尔蒂   | 叶夫盖尼·卡费尔尼科夫 门诺·欧斯廷  | 6–4, 6–4      |          |          |
| 1997                      | 戴维·亚当斯 奥利维尔·德拉瓦特     | 桑登·施托勒 西罗·萨克              | 3–6, 6–2, 6–1 |          |          |
| 1998                      | 韦恩·费雷拉 叶夫盖尼·卡费尔尼科夫 | 托马斯·卡沃内利 弗朗西斯科·罗伊格  | 7–5, 3–6, 6–2 |          |          |

## 相关
- 欧洲公开赛